# Merops malimbicus
Merops malimbicus là một loài chim trong họ Meropidae.
Loài chim này được tìm thấy ở Angola, Bénin, Burkina Faso, Cộng hòa Congo, Cộng hòa Dân chủ Congo, Bờ Biển Ngà, Guinea Xích Đạo, Gabon, Ghana, Nigeria và Togo.